# Берат Ђимшити
Берат Ђимшити (алб.  Цирих, 19. фебруар 1993) албански је фудбалер који тренутно наступа за Аталанту. Игра на позицији одбрамбеног играча.
Ђимшити је наступао за млађе селекције репрезентације Швајцарске, али је након интересовања људи из Фудбалског савеза Албаније одлучио да наступа за репрезентацију Албаније. За репрезентацију је дебитовао 2015. године у утакмици против Данске. Његова породица је албанског порекла из места Велики Трновац код Бујановца у Србији.
Од 2015. године је у вези са манекенком Алисом Менковић. Касније су се верили и добили сина Лиона Арона.

## Успеси
Цирих
- Куп Швајцарске (1) : 2013/14.[10]

 Аталанта
- УЕФА Лига Европе (1) : 2023/24.
- Куп Италије: (финале: 2018/19,[11] 2020/21)[12]